# Melchior de Polignac

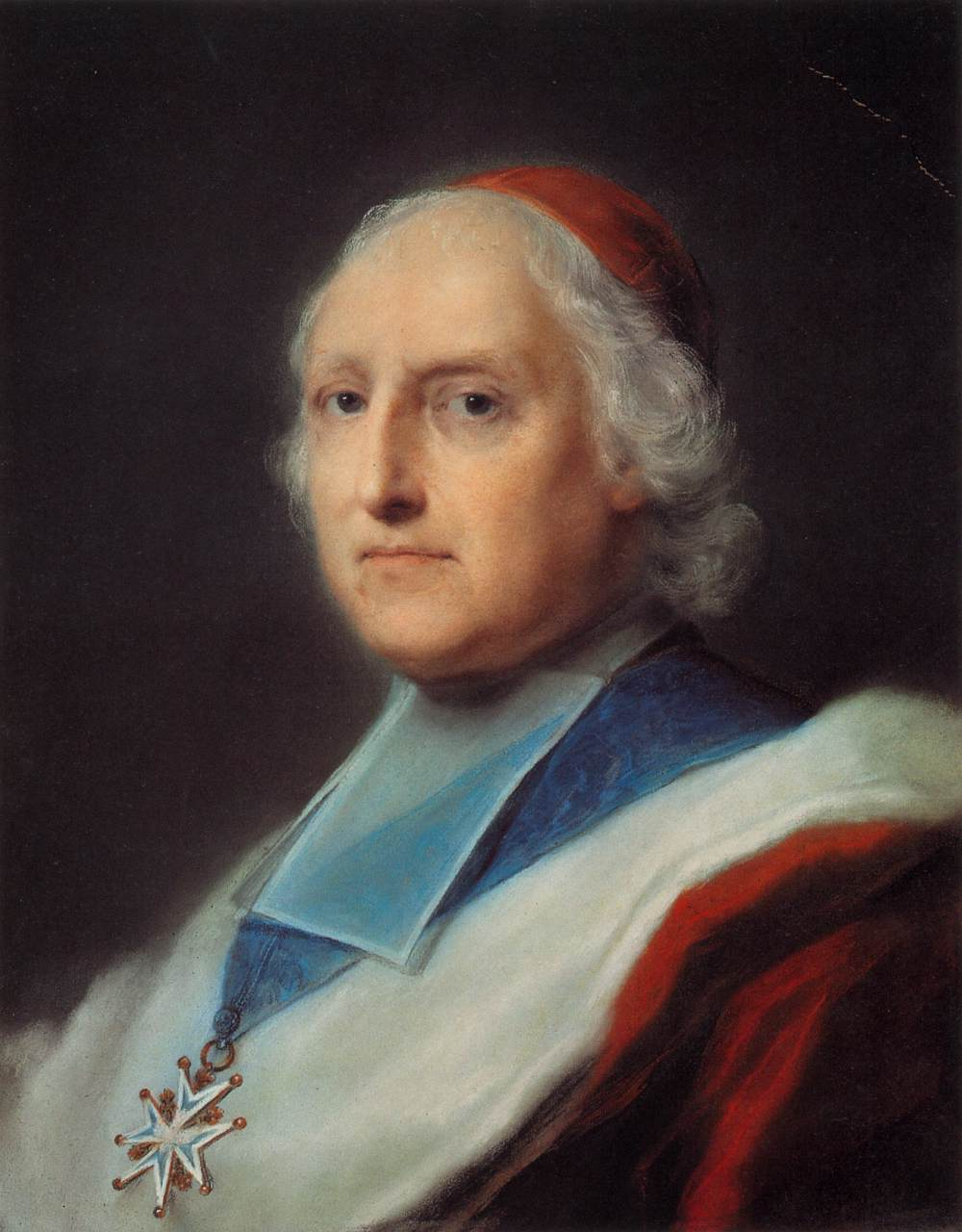
Kardinal Melchior de Polignac, Porträt von Rosalba Carriera, 1732

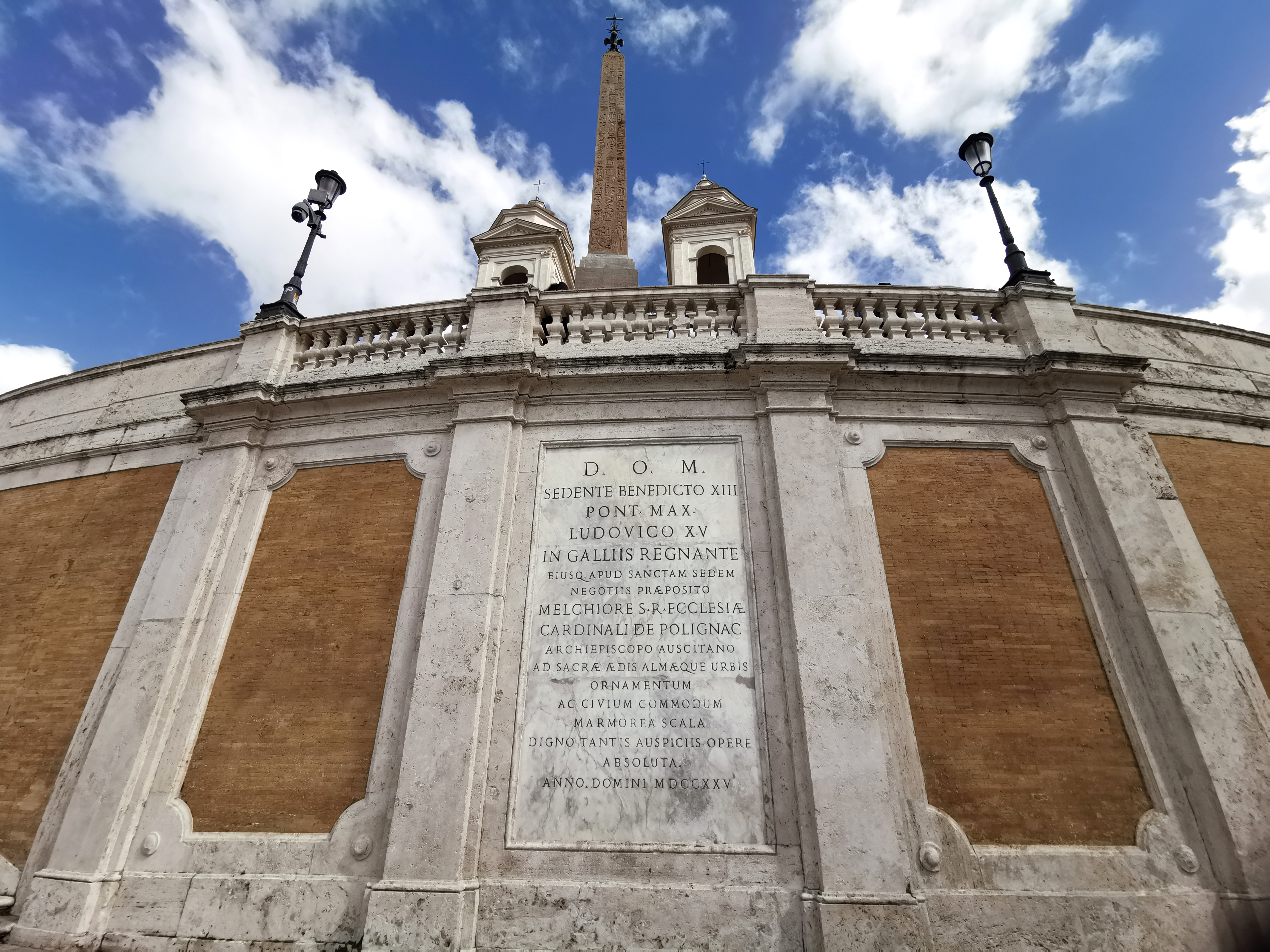
Gedenktafel Spanische Treppe in Rom (1725)

Melchior de Polignac (* 11. Oktober 1661 in Lavoûte-sur-Loire neben Le Puy-en-Velay, Velay (heutiges Département Haute-Loire); † 20. November 1741 in Paris) war ein französischer Kardinal, Diplomat und Dichter.

## Leben
Als jüngerer Sohn von Armand XVI (1608–1692), Marquis von Polignac in Le Puy-en-Velay geboren, entdeckte man bei ihm schon in früher Jugend die Neigung zur Diplomatie. Bei den Jesuiten erfolgte seine Ausbildung in Paris. An der Sorbonne wurde er zum Doktor der Theologie promoviert.
1695 entsandte man ihn als Botschafter nach Polen, wo er die Pläne verfolgte, François Louis de Bourbon, prince de Conti als Nachfolger Jan Sobieskis 1697 zum polnischen König durch den Sejm wählen zu lassen. Am 27. Juni 1697 wurde Conti zum König von Polen gewählt, konnte sich aber gegen August den Starken nicht durchsetzen und kehrte nach Frankreich zurück. Der aus der Intrige resultierende Fehlschlag führte dazu, dass de Polignac vorübergehend bei Ludwig XIV. in Ungnade fiel, da damit eigentlich der Große Conti vom Versailler Hof entfernt werden sollte. Ludwig verbannte ihn daher als Kommendatarabt in die Abtei Bonport in der Normandie. Doch bereits 1702 empfing man Melchior de Polignac wieder in Gnaden in Versailles. Zehn Jahre später entsandte man ihn als Bevollmächtigten Ludwigs zum Kongress von Utrecht. Am 18. Mai 1712 erhob Papst Clemens XI. Polignac zum Kardinal in pectore, was am 30. Januar 1713 veröffentlicht wurde. Bis 1724 blieb er ohne römische Titelkirche, erst im September jenes Jahres übertrug ihm Papst Benedikt XIII. die Titeldiakonie Santa Maria in Portico. Der Kardinal wechselte aber bereits im November desselben Jahres als Kardinalpriester zu Santa Maria in Via und schließlich im Dezember 1725 zu Santa Maria degli Angeli.
Während des Regentschaft des Herzogs Philippe II. Charles de Bourbon, duc d’Orléans über den noch unmündigen Urenkel des Sonnenkönigs, den späteren Ludwig XV., war de Polignac in die sogenannte Verschwörung von Cellamare um den gleichnamigen spanischen Botschafter, Antonio Cellamare, und den Herzog von Maine gegen den Herzog von Orléans involviert, bei der es um die nach dem Testament einzufordernde gemeinsame Regentschaft beider Herzöge ging. Nach der Aufdeckung der Verschwörung durch Kardinal Dubois verbannte man de Polignac für drei Jahre nach Flandern.
1704 wählte man ihn in die Académie française, wo er einer der herausragenden Akteure war, die den Ausschluss des Abbé de Saint-Pierre betrieben. In der Folge wählte man ihn als Ehrenmitglied in die Akademie der Wissenschaften in Paris (1715) und die Akademie der Inschriften und der schönen Künste (1717).
Von 1725 bis 1732 amtierte er als Botschafter Frankreichs beim Heiligen Stuhl in Rom, wo er als eifriger Mäzen der französischen Maler und Bildhauer wirkte. So förderte er unter anderem Lambert-Sigisbert Adam und dessen jüngeren Bruder. Für den Botschafter kopierten die Brüder einige antike Statuen und restaurierten weitere Exemplare. De Polignac weihte am 4. März 1731 die Kirche Santi Claudio e Andrea dei Borgognoni.
Noch im Dezember 1725 erwählte der König Kardinal de Polignac zum Erzbischof von Auch in der Gascogne, was Rom im Februar 1726 bestätigte. Papst Benedikt XIII., an dessen Wahl zum Papst (1724) Melchior de Polignac teilgenommen hatte, erteilte ihm daraufhin persönlich am 19. März 1726 die Bischofsweihe; Mitkonsekratoren waren die Kardinäle Pietro Ottoboni und Filippo Antonio Gualterio. Auch am Konklave von 1730, aus dem Clemens XII. als Papst hervorging, konnte de Polignac teilnehmen.
Auch als Autor von mehr als 2000 Versen in lateinischer Sprache trat de Polignac in Erscheinung. Melchior de Polignac starb am 20. November 1741 in Paris.
Er hinterließ eine Widerlegung des Lukrez in metrischen Versen, die der Abbé de Rothelin nach seinem Tod als Anti-Lucretius, sive De Deo et Natura (Anti-Lukrez oder Über Gott und die Natur), publizierte.
Bei den Zeitgenossen sehr populär wurden Polignacs Fähigkeiten selbst von Voltaire in typisch ambivalenter Weise gerühmt: « aussi bon poète latin qu’on peut l’être dans une langue morte; très éloquent dans la sienne; l’un de ceux qui ont prouvé qu’il est plus aisé de faire des vers latins que des vers français. Malheureusement pour lui, en combattant Lucrèce il combat Newton. » Auch Goethe soll den Anti-Lukrez geschätzt haben.
1742 kaufte Friedrich II. die rund 300 Werke umfassende Antikensammlung des verstorbenen Kardinals auf, die bedeutendste Antikensammlung seiner Zeit außerhalb Roms. Mit ihren bedeutenden Stücken, unter anderem der Knöchelspielerin bildet sie einen der Grundstöcke der heutigen Antikensammlung Berlin. Die Sammlung Polignacs umfasst auch Gemälde, zeitgenössische Skulptur, Münzen, Medaillen sowie Tapisserien.